# Harry McNulty
Harry McNulty (5 de março de 1993) é um jogador de rugby irlandês, que joga na posição de back.

## Carreira
McNulty nasceu no Bahrein, filho de pais irlandeses. Seu pai trabalhava em serviços financeiros e é um ex-jogador do Bahrain Rugby Club. Sua mãe era comissária de bordo trabalhando para o então rei do Bahrein, Sheikh Isa bin Salman Al Khalifa. Ele tem um irmão mais novo, Sean McNulty, que também é jogador de rúgbi.
A família viveu em Londres por três anos, depois se mudou para os Estados Unidos, onde viveu por 10 anos. Nos Estados Unidos, McNulty descobriu que amava hóquei no gelo e jogou hóquei em Nova York. Ele jogou com o Rye Rangers.
Aos 14 anos, a família de McNulty voltou para o Bahrein e de 2006 a 2011 ele frequentou o Rockwell College, um internato em Tipperary, para o ensino médio. Em Rockwell, McNulty jogou rúgbi pela primeira vez. Ele estava no time da escola que terminou em segundo lugar na Munster Senior Cup de 2010, e então venceu a Munster Senior Cup de 2011 ao derrotar o Presentation Brothers College.
Em 2016, McNulty fez parte da seleção irlandesa de rúgbi sevens quando eles tentaram, sem sucesso, se classificar para as Olimpíadas de 2016. Em 2017, McNulty permaneceu com o time da Irlanda, onde jogou no Rugby Europe 2017 Sevens Grand Prix Series. McNulty foi o maior artilheiro da Irlanda no Moscow Sevens de 2017 com seis tentativas. McNulty representou a Irlanda na Copa do Mundo de Rúgbi Sevens de 2018, onde a Irlanda terminou em nono. McNulty fez parte do time da Irlanda nas eliminatórias do Hong Kong Sevens de 2019, onde a Irlanda venceu o torneio para avançar para o status de "equipe principal" para a World Rugby Sevens Series de 2019-20.